# 福村晃夫
福村 晃夫（ふくむら てるお、1925年1月5日 - 2016年12月5日） は、日本の情報工学者。名古屋大学名誉教授。初代人工知能学会会長。

## 人物・経歴
広島県江田島生まれ。1945年広島高等学校甲類卒業。1949年名古屋大学工学部電気学科卒業、名古屋大学工学部電気学科助手。
1959年名古屋大学工学部電気学科講師。1960年名古屋大学工学部電気学科助教授。1966年工学博士（東北大学）の学位を取得。1968年名古屋大学工学部電気工学第二学科教授。1980年文部省学術審議会専門委員。1981年名古屋大学大型計算機センタセンター長。1984年情報処理学会理事。1987年文部省大学設置・学校法人審議会専門委員。1988年名古屋大学名誉教授。
その後、中京大学社会科学部教授、学術情報センター参与。1990年中京大学情報科学部学部長、人工知能研究振興財団顧問。1994年学校法人梅村学園評議員、中京大学大学院情報科学研究科研究科長。1996年日本社会情報学会副会長。1998年栢森情報科学振興財団選考委員長。2000年中京大学名誉教授。
2011年日本顔学会中部支部長。日本の人工知能研究を先導的に行い、初代人工知能学会会長も務めた。
指導学生に、末永康仁（名古屋大学名誉教授）など。

## 受賞
- 東海電気通信監理局長表彰 1986[1]
- 情報化推進貢献郵政大臣表彰 1986[1]
- 情報処理学会功績賞 1994[1]
- 人工知能学会功績賞 1996[1]
- 情報処理学会名誉会員 1996[1]
- 大川出版賞 1997[1]
- 郵政大臣表彰（中央表彰） 1999[1]
- 瑞宝中綬章 2004[1]